# Gregor József (operaénekes)

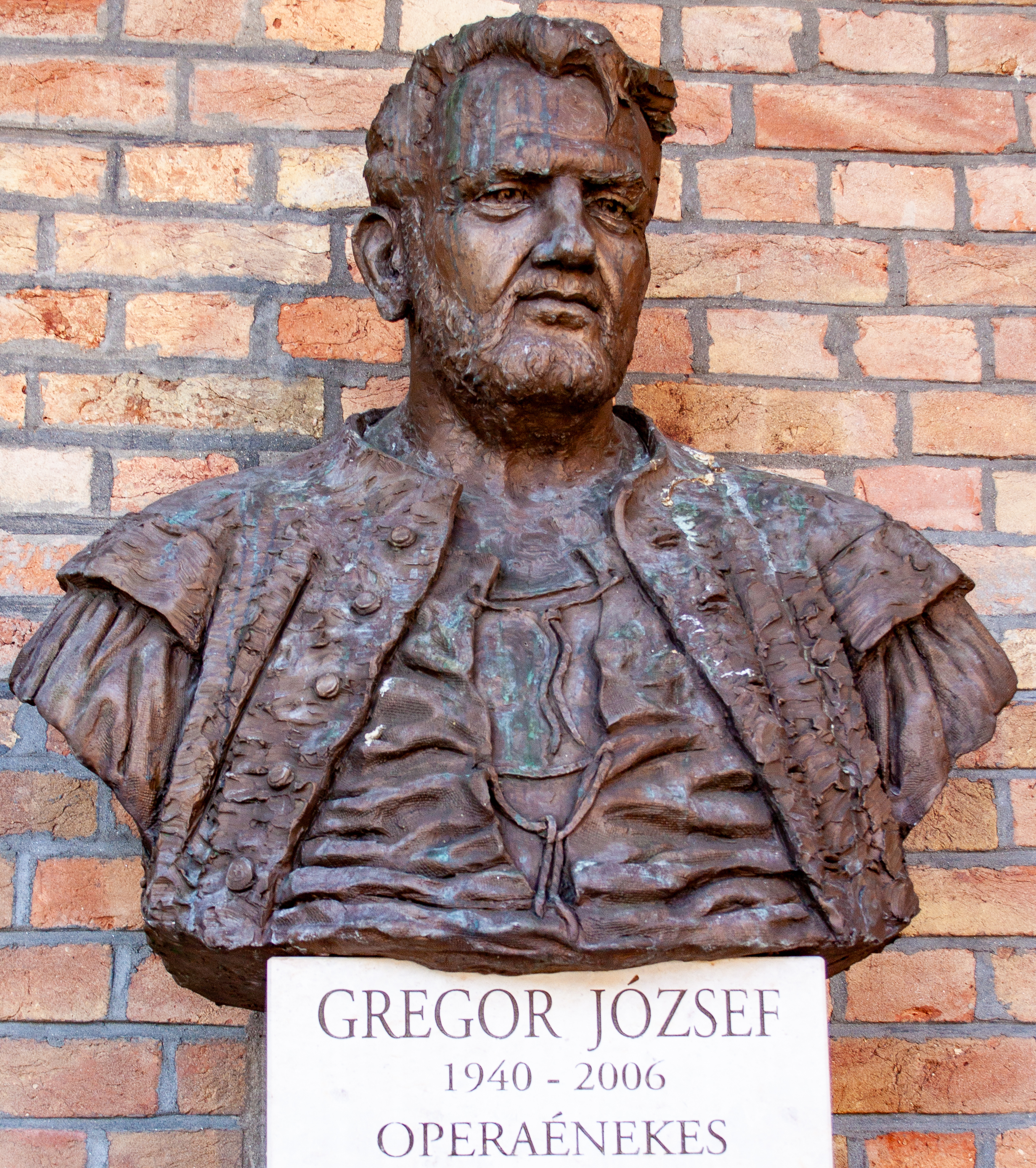
Gregor József mellszobra a szegedi Dóm téren

Gregor József (Rákosliget, 1940. augusztus 8. – Szeged, 2006. október 27.) Kossuth- és Liszt Ferenc-díjas magyar operaénekes (basszus), érdemes és kiváló művész, a Szegedi Nemzeti Színház és a Halhatatlanok Társulatának örökös tagja. Simándy József Kossuth-díjas operaénekes közeli barátja, Simándy mellett a magyar operatörténet legnagyobb hatású előadója.

## Életpályája

### A kezdet
Gregor József vegyésznek készült, de terveibe beleszólt az 1956-os forradalom. Nem akart énekes lenni, de tíz éven át tanult hegedülni. Énekére a rákosligeti katolikus templomban figyelt fel egy zenetanár, amikor Gregor a disszidált kántor helyett énekelt.
1957. február 5-én felvételizett a konzervatóriumba. 1957 és 1959 között a budapesti Bartók Béla Zeneművészeti Szakiskola tanulója, de tanulmányait három év után félbehagyta.
1959-ben felvették a Liszt Ferenc Zeneművészeti Főiskola ének tanszakára, de a maga sajátos és nem mindig a jó modor diktálta stílusa miatt mindkét iskolájából, a konzervatóriumból és a Zeneakadémiáról eltanácsolták. A Liszt Ferenc Zeneművészeti Főiskolán Rősler Endre volt a mestere. 1959-ben a budapesti Operaházba ment próbaéneklésre, de leállították Gremin áriája éneklése közben.
1959 és 1963 között a Magyar Néphadsereg Művészegyüttesének tagja.

### Szeged, Győr, Amerika
1963-ban Szegedi Nemzeti Színházba ment próbaéneklésre, ekkor figyelt fel tehetségére és énektudására Vaszy Viktor karmester-igazgató, aki biztatta, hogy képezze a hangját, s azonnal szerződtette. 1964 és 1988 között a szegedi társulat énekese volt. Első szerepe A varázsfuvolából Sarastro.
1976-tól rendszeresen vendégszerepelt a Magyar Állami Operaházban is. (Kezdetben motorkerékpáron tette meg oda-vissza az utat.)
Az 1988–89-es évadban a Győri Kisfaludy Színház tagja volt.
1989 és 1991 között a Szegedi Nemzeti Színház operatagozatának igazgatója.
Az Egyesült Államokban az 1980-as évek végén mutatkozott be a portlandi operában. Itt 2002-ig gyakori vendég volt. Többször szerepelt a Houston Grand Operában. 1994–1995-ben a New York-i Metropolitanben tizennyolc alkalommal lépett fel, három szerepben: 1994. október 19-én debütált a Figaro házassága Dr. Bartolójaként, a papot énekelte Sosztakovics A mcenszki járás Lady Macbethjének Met-beli bemutatóján, és Dulcamara doktort a Szerelmi bájitalban.
Tizenöt éven át énekelt különböző külföldi színpadokon.

### Egyforintos rendezés
2003-ban, 63 évesen debütált rendezőként, Verdi Don Carlosát vitte színre.
A munkát egy forintért vállalta, amit a Szegedi Nemzeti Színház siralmas anyagi helyzete indokolt.

## Vaszy Viktor
„Vaszy Viktor vett oda 1963-ban Szegedre, tőle tanultam mindent. Mint jó apától pofont is kaptam, simogatást is. Simogatást ritkábban, de ha mégis, nagyon meg voltam hatva tőle. Vaszy Viktor megtanított a munka szeretetére, a pontosságra, hogy »befektetés« nélkül nem várható eredmény. Hogy magas színvonalú előadás csak szigorú, alapos próbafolyamat után jöhet létre. Hogy a művészetben sincsenek véletlenek.”
„Ha azt mondta volna, fessük be az eget, nem azt kérdeztük volna, hogy hogyan, hanem azt, hogy milyen színűre.”

## Gárdony
A gárdonyi kis nyaralóban szívesen időzött, sokszor innen járt fellépni is, Pestre, Szegedre. Nagyon szeretett ott szerepet tanulni. Hajnalban kiült a teraszra, nézte a kertet, memorizálgatott és élvezte a nyugalmat, a csendet. Ez jelentette számára a legnagyobb kikapcsolódást.

## Családja
Felesége, dr. Takács Mária (Marika) orvosi hivatását adta fel – már mindketten válás után voltak, amikor megismerkedtek –, hogy férjét segítse munkájában. Lányai Gregor Bernadett színésznő és Beáta.

## Halála
Gregor József 2006 szeptemberében bejelentette: nem vállal több fellépést, sem színházban, sem koncerten. Egy hónappal később, október 22-én Magyar Köztársasági Érdemrend középkeresztje a csillaggal (polgári tagozat) kitüntetésben részesült, amelyet állapota miatt felesége vett át. Gyomorrákkal küzdött. Súlyos betegséget követően 2006. október 27-én hunyt el. A szegedi Belvárosi Temetőben nyugszik.

## Főbb szerepei
- Tevje (Hegedűs a háztetőn)
- Sarastro (A varázsfuvola)
- Falstaff (Falstaff)
- Mefisztó (Faust)
- Ozmin (Szöktetés a szerájból)
- Borisz Godunov, Varlaam (Borisz Godunov)
- Pomádé király (Pomádé király új ruhája)
- Don Pasquale (Don Pasquale)
- Don Magnifico (Hamupipőke)
- Don Alfonso (Così fan tutte)
- Leporello (Don Giovanni)
- Dulcamara (Szerelmi bájital)
- Gremin (Anyegin)
- Banquo (Macbeth)
- Fiesco (Simon Boccanegra)
- II. Fülöp király (Don Carlos)

Tulajdonképpen zenei mindenevő volt. Opera- és oratóriumszerepek tömege mellett énekelte a Hegedűs a háztetőn Tevjéjét, Jerome Kern Paul Robesontól ismert Mississippi-dalát, énekelt operettet, sanzont, mindenfélét. A sanzonok közül talán kiemelkedik a világhírű Comme d'habitude / My Way című dal egyik magyar változata (Az én utam), melynek szövegét Ruszanov András írta. A dalból Gregor József előadásában 1996-ban készült lemezfelvétel Wolf Péter rendezésében.
Önmagát buffóbasszistának tartotta. Az általa oly sokra tartott művészi kisugárzás és drámai erő, hit a zenében és az életben minden alakításában és megszólalásában megjelent. Mint Falstaff, Ozmin, Bartolo, Pomádé király és a többi buffószerep alakítója ellenállhatatlanul mulatságos és lenyűgöző volt.

## Kitüntetései
- Liszt Ferenc-díj (1974)
- Érdemes művész (1979)
- Kiváló művész (1983)
- SZOT-díj (1987)
- Erzsébet-díj (1987)
- a Szegedért Alapítvány fődíjasa (1991)
- a Szegedi Nemzeti Színház örökös tagja (1991)
- Gárdony díszpolgára (1995)
- Örökös tag a Halhatatlanok Társulatában (1997)
- Inter-Lyra-díj (1998)[6]
- Kossuth-díj (1999)
- Dömötör-díj (2001)
- Budapest XVII. kerületének díszpolgára (2001)
- Székely Mihály-emlékplakett (2002)
- Budapestért díj (2002)[7]
- Szeged díszpolgára (2003)
- Dömötör-életműdíj (2005)
- A Magyar Köztársasági Érdemrend középkeresztje a csillaggal (2006)
- Aszófő díszpolgára (2006)
- A Magyar Állami Operaház örökös tagja (2020) /posztumusz/

## Emlékezete

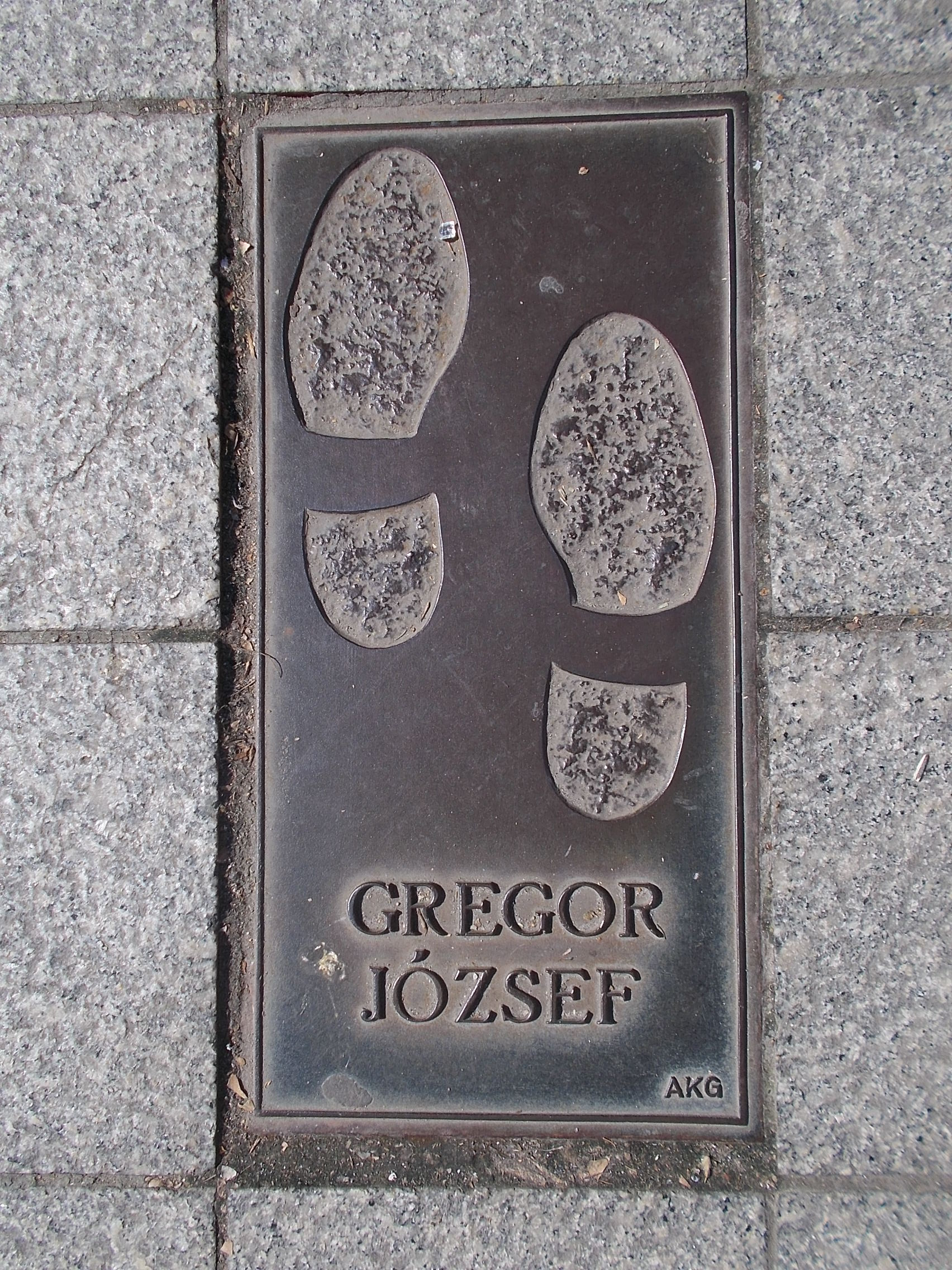
Gregor József, Halhatatlanok sétánya, 2018, Terézváros

- Szeged díszpolgáraként díszsírhelyen nyugszik a szegedi belvárosi temetőben.
- 2007. szeptember 1-jén az ő nevét vette fel a rákosligeti Hősök Terei Általános Iskola,[8] ma Gregor József Általános Iskola.
- Szegeden a Fő Fasori Általános Iskola, a művész emlékére 2008 szeptemberétől a Gregor József Általános Iskola nevet viseli.[9]
- Hollósi Zsolt Gregor címmel könyvet írt róla.[10]
- Emléktáblát avattak tiszteletére a Szegedi Nemzeti Színház falán 2006 decemberében.[11]
- A Szegedért Alapítvány Művészeti Kuratóriumának díja 2007-től a Gregor József-díj elnevezést kapta.
- Alapítványt hoztak létre Gregor József emlékének őrzésére; a civilszervezet célja az évenkénti Gregor-aranygyűrű átadása, gálakoncertek szervezése és iskolásoknak szóló dalversenyek rendezése.[12]
- 2010-ben Szegeden, a Dóm téri nemzeti emlékcsarnok nyugati térfalánál helyezték el bronz mellszobrát, mely Bánvölgyi László alkotása.

## Kötetei

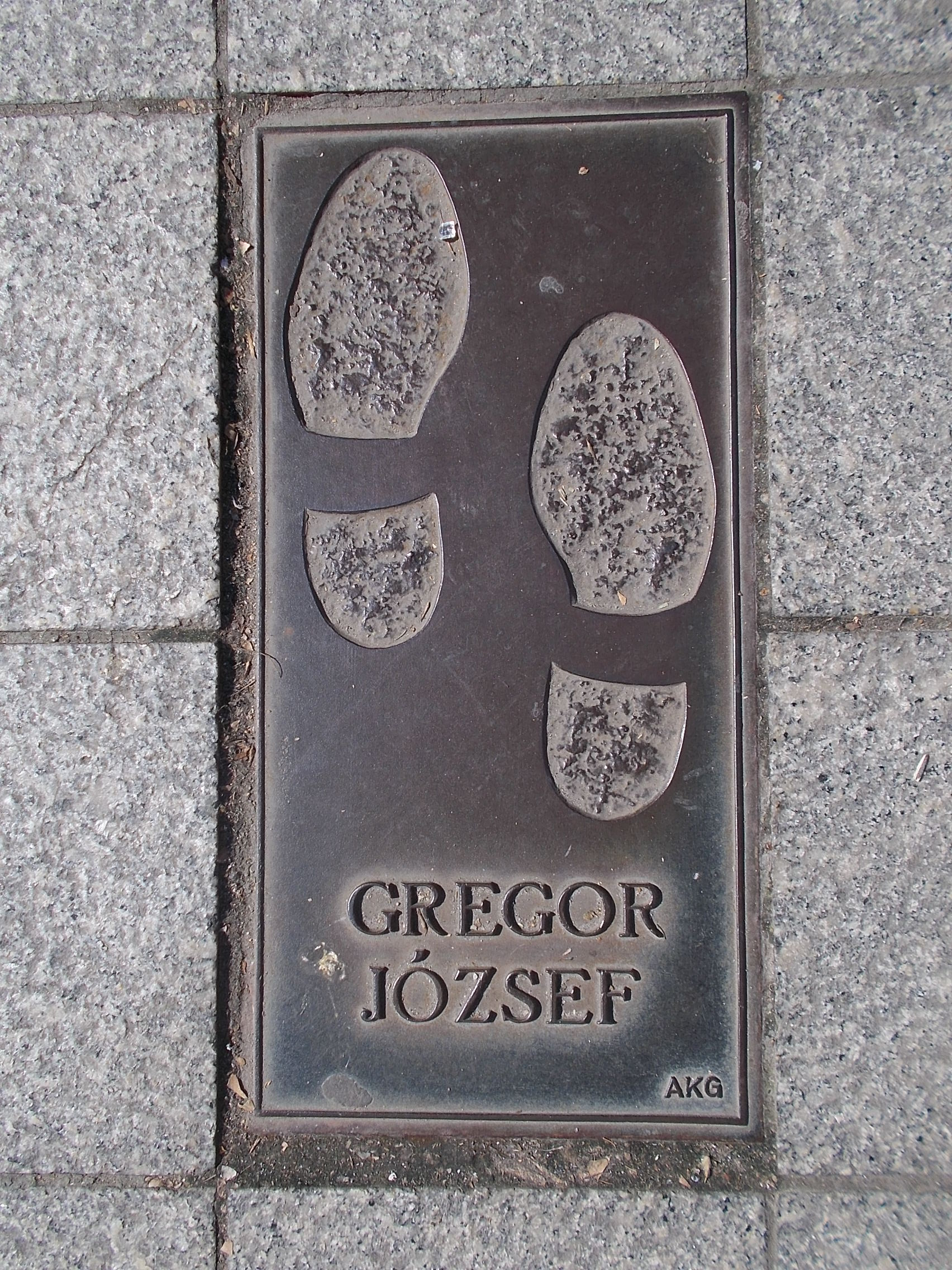
Gregor József, Halhatatlanok sétánya, 2018, Terézváros

- Zenei ki mit főz? Muzsikus szakácskönyv; többekkel, szerk. Bozóki János, Dózsa György, Tomaj Zsuzsa; Zeneműkiadó, Bp., 1983
- Gregor József–Varga Antal: Ízről-ízre. Szakácskönyv; JATE, Szeged, 1988